# Octopodoidea
Octopodoidea (A. d'Orbigny, 1839) è una superfamiglia di molluschi cefalopodi dell'ordine Octopoda (sottordine Incirrata).

## Tassonomia
Le precedenti classificazioni suddividevano gli octopodi incirrati in cinque raggruppamenti: la superfamiglia pelagica Argonautoidea, tre famiglie pelagiche gelatinose (Amphitretidae, Bolitaenidae, Vitreledonellidae) e la famiglia Octopodidae, che includeva tutti gli incirrati bentonici; questa era a sua volta suddivisa in quattro sottofamiglie (Octopodinae, Eledoninae, Bathypolypodinae e Graneledoninae), definite in base alla presenza o all'assenza di una tasca del nero, e alla disposizione uniseriale o biseriale delle ventose. Recenti evidenze indicano però che la famiglia Octopodidae così intesa è parafiletica e che le sottofamiglie riconosciute in precedenza non riflettono la realtà evolutiva ricavabile dai dati filogenetici molecolari.
Le analisi molecolari hanno portato al riconoscimento di sei cladi, a cui viene attualmente assegnato il rango di famiglie a sé stanti, che insieme formano la superfamiglia Octopodoidea.
La superfamiglia comprende pertanto le seguenti famiglie:
- Amphitretidae Hoyle, 1886
- Bathypolypodidae G. C. Robson, 1929
- Eledonidae Rochebrune, 1884
- Enteroctopodidae Strugnell, Norman, Vecchione, Guzik & Allcock, 2014
- Megaleledonidae Taki, 1961
- Octopodidae D'Orbigny, 1839-1842

### Alcune specie

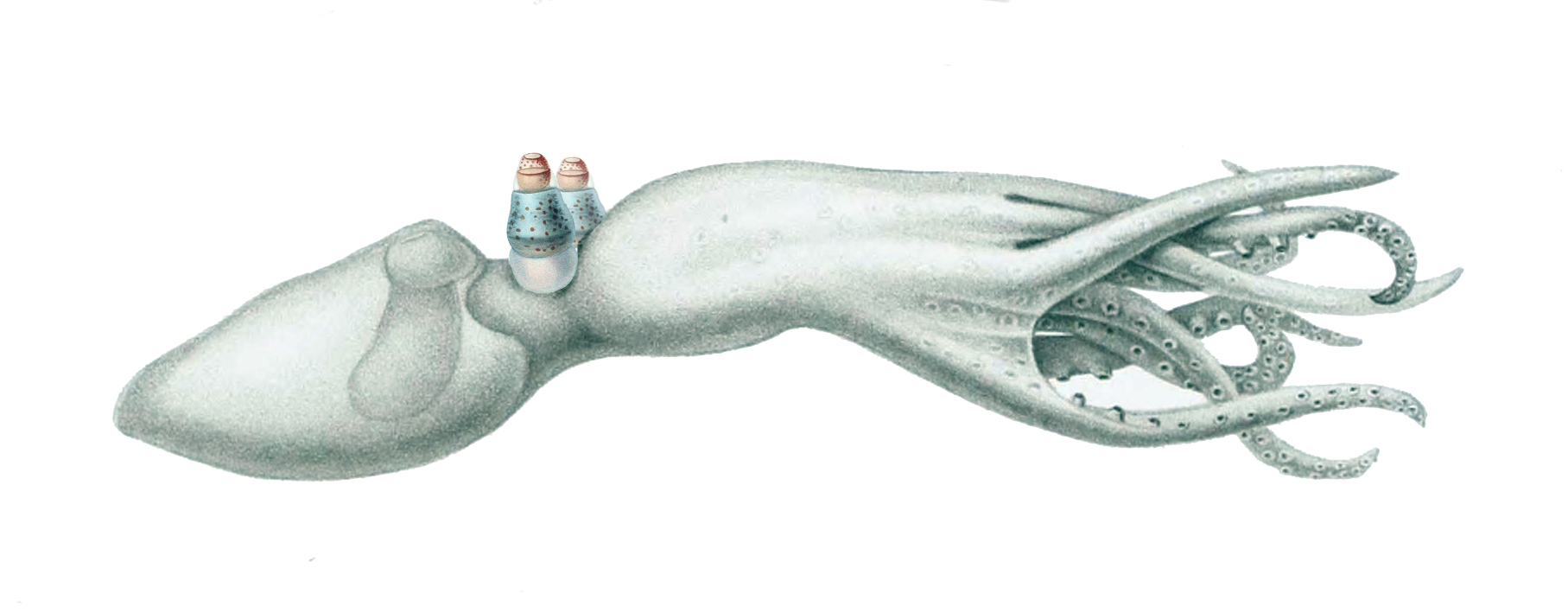
Amphitretus pelagicus Amphitretidae
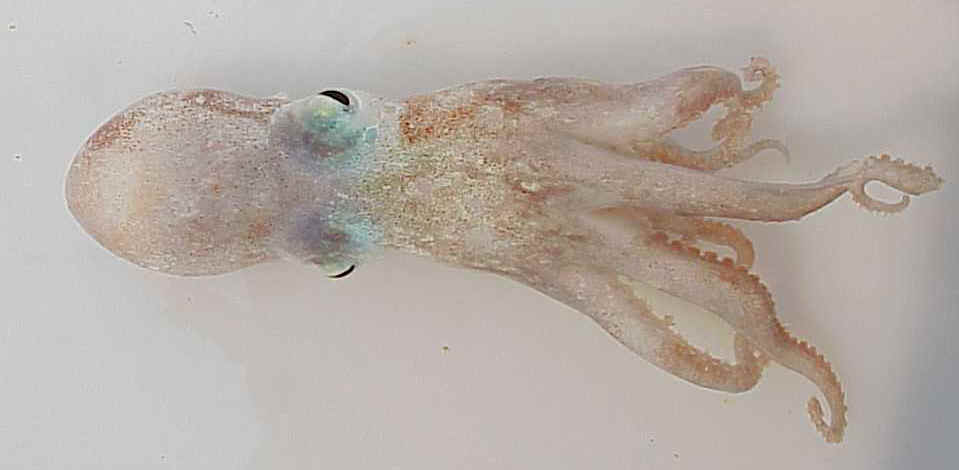
Bathypolypus valdiviae Bathypolypodidae
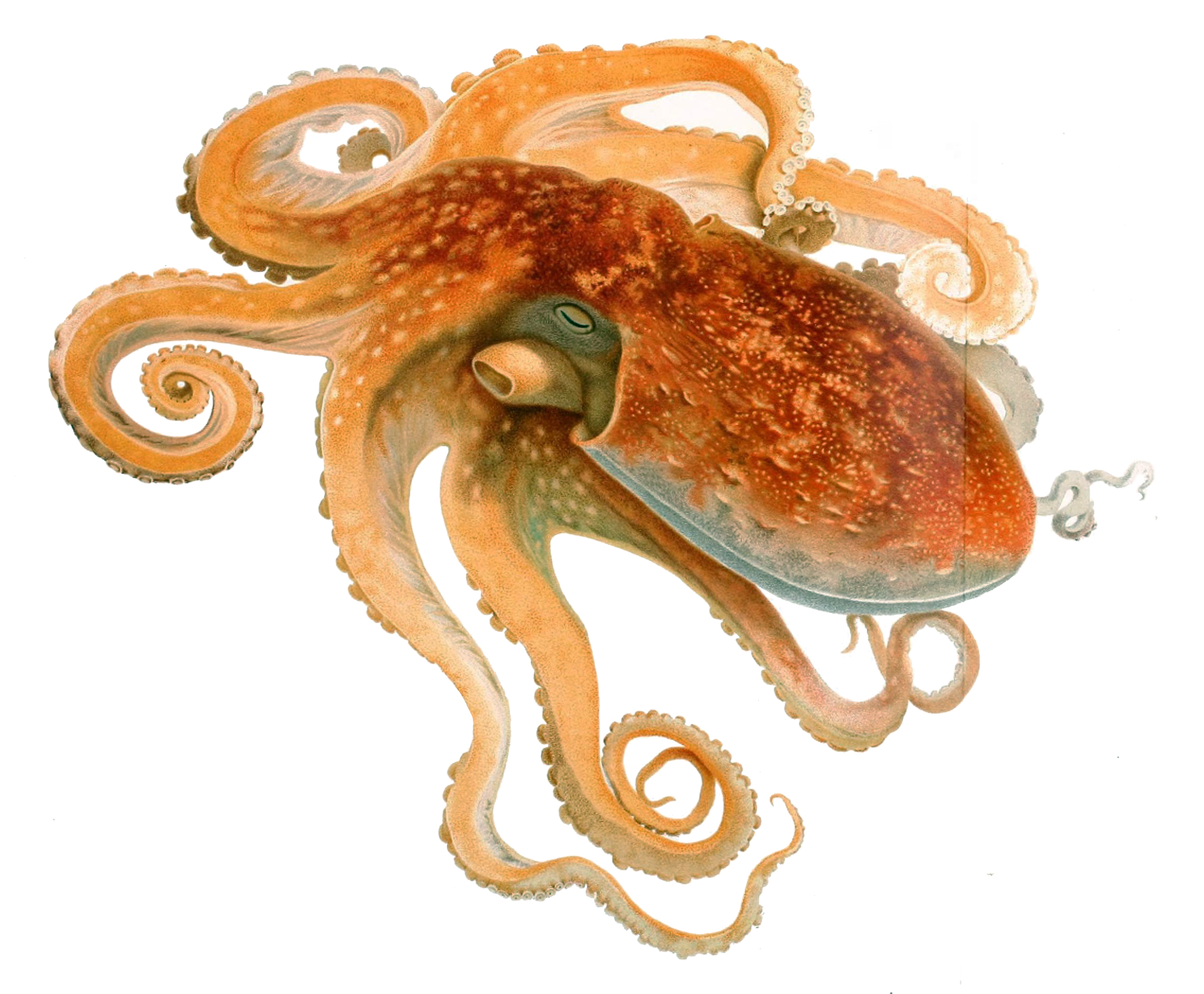
Eledone cirrhosa Eledonidae
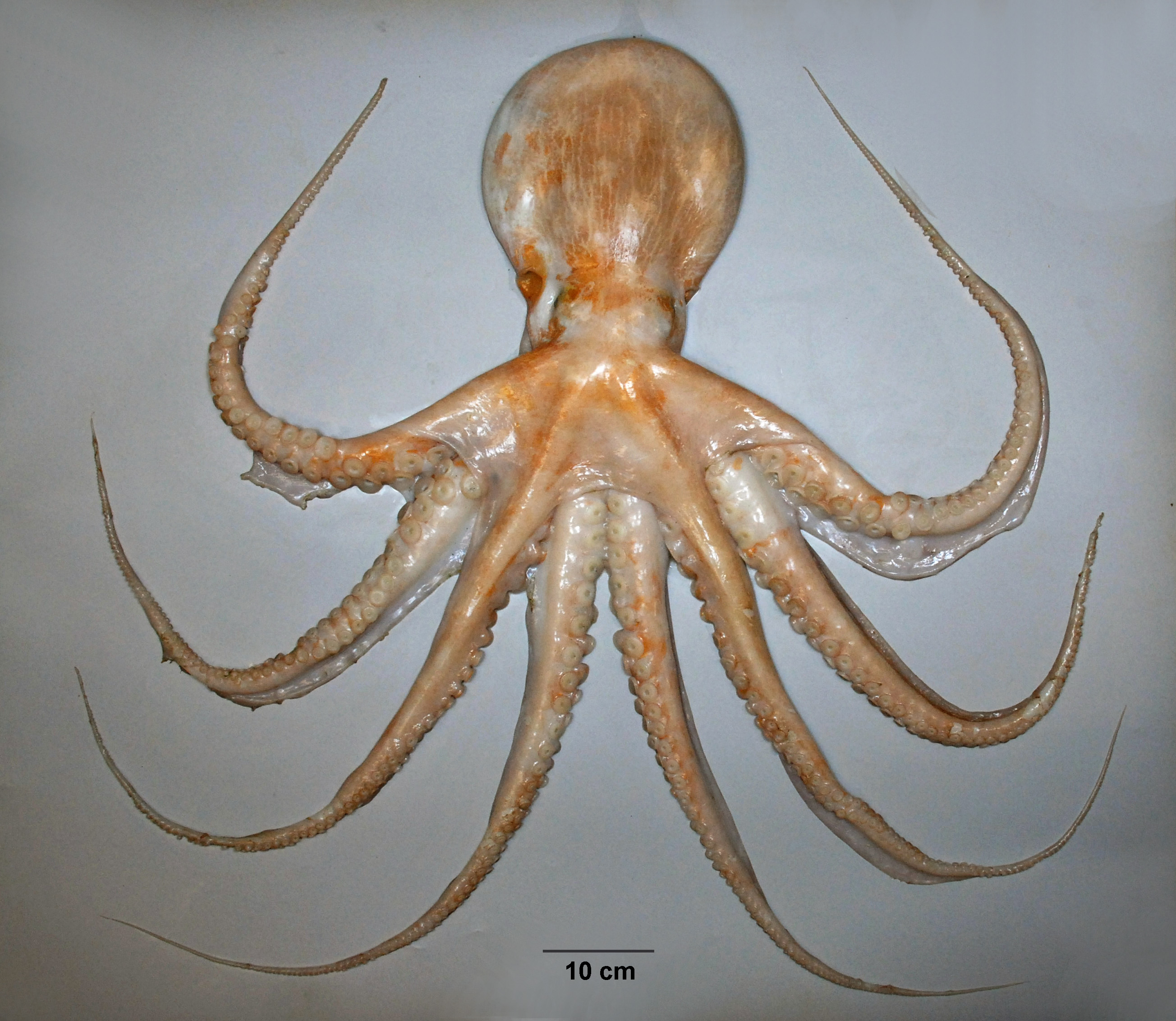
Enteroctopus zealandicus Enteroctopodidae
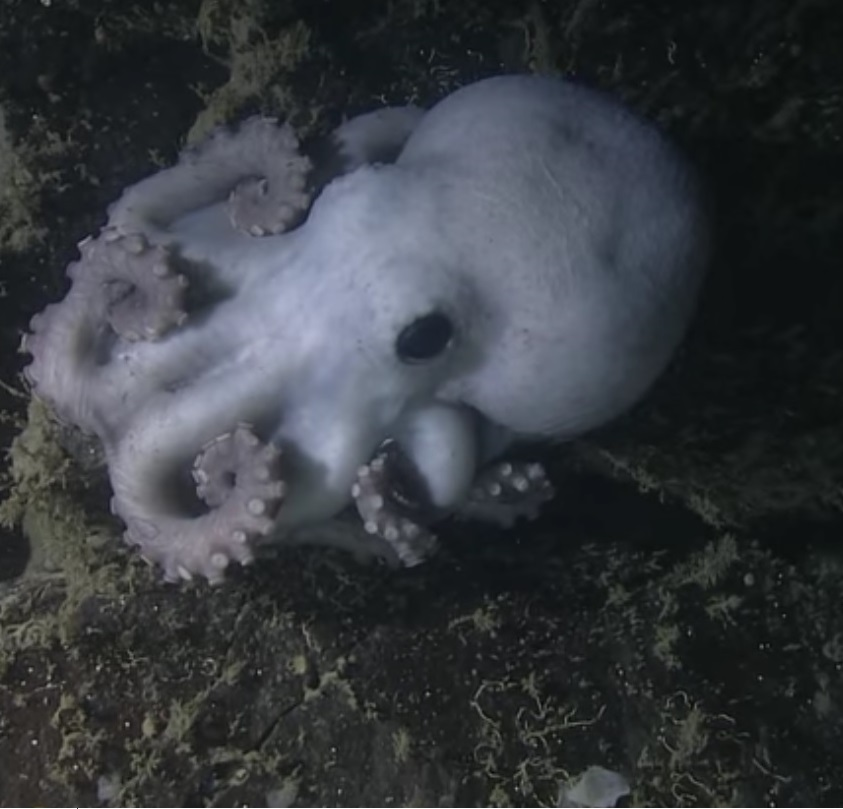
Graneledone boreopacifica Megaleledonidae
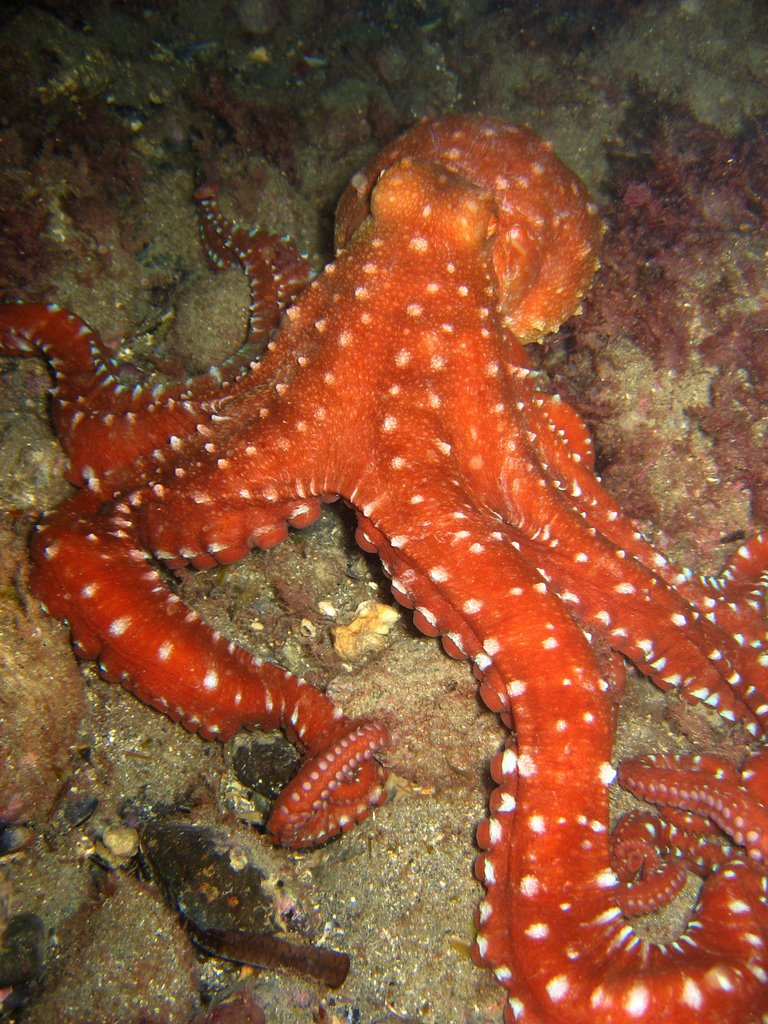
Callistoctopus macropus Octopodidae